# Jérôme Bachofner
Jérôme Bachofner (* 8. Juli 1996 in Dübendorf) ist ein Schweizer Eishockeyspieler, der seit Juli 2025 bei den SCL Tigers in der National League unter Vertrag steht und dort auf der Position des Stürmers spielt. Mit den ZSC Lions gewann Bachofner im Jahr 2018 die Schweizer Meisterschaft, ebenso wie in den Jahren 2021 und 2022 mit dem EV Zug.

## Karriere
Bachofner wurde beim EHC Wallisellen und EHC Dübendorf, dann in der Nachwuchsbewegung der ZSC Lions, ausgebildet. Seinen Einstand in der National League B (NLB) in den Farben der GCK Lions gab er in der Spielzeit 2013/14. Im Spieljahr 2014/15 kamen erste Erfahrungen in der National League A (NLA) bei den ZSC Lions hinzu. Im Februar 2017 erhielt er von den Stadtzürchern seinen ersten Vertrag als Berufseishockeyspieler.
Im November 2018 unterschrieb Bachofner einen Dreijahresvertrag mit dem EV Zug, der mit Beginn der Saison 2019/20 in Kraft trat. Anschließend kehrte Bachofner zu den ZSC Lions zurück und wurde auch bei den GCK Lions eingesetzt. Im Oktober 2023 wurde er vom ZSC an den EHC Biel ausgeliehen und wenige Wochen später fest von diesem verpflichtet. Er war dort schlussendlich bis zum Ende der Saison 2024/25 aktiv, ehe er innerhalb der Liga zu den SCL Tigers wechselte.

### International
In den Altersstufen U16, U17, U18 wurde er in der Schweizer Nationalmannschaft eingesetzt. In Hinblick auf den Deutschland Cup 2018 wurde er erstmals in die A-Nationalmannschaft berufen.

## Erfolge und Auszeichnungen
| - 2013 Bester Torschütze der Elite-Novizen-Hauptrunde - 2013 Schweizer U17-Juniorenmeister mit den ZSC Lions - 2013 Schweizer U20-Juniorenmeister mit den GCK Lions - 2015 Schweizer U20-Juniorenmeister mit den GCK Lions | - 2018 Schweizer Meister mit den ZSC Lions - 2021 Schweizer Meister mit dem EV Zug - 2022 Schweizer Meister mit dem EV Zug |

## Karrierestatistik
Stand: Ende der Saison 2024/25
(Legende zur Spielerstatistik: Sp oder GP = absolvierte Spiele; T oder G = erzielte Tore; V oder A = erzielte Assists; Pkt oder Pts = erzielte Scorerpunkte; SM oder PIM = erhaltene Strafminuten; +/− = Plus/Minus-Bilanz; PP = erzielte Überzahltore; SH = erzielte Unterzahltore; GW = erzielte Siegtore; 1 Play-downs/Relegation; Kursiv: Statistik nicht vollständig)